# 마우리시우 리마
마우리시우 카마르구 리마(포르투갈어: Maurício Camargo Lima, 1968년 1월 27일~)는 브라질의 전직 배구 선수로 포지션은 세터이다. 국제 대회에서 브라질 국가대표팀의 일원으로 활동했으며 1992년과 2004년 하계 올림픽에서 금메달을 획득했다.